# Орду-Мелик
Орду-Мелик или Орду-Шейх — хан Золотой Орды в сентябре-октябре 1361 года.
В русский литературе используется много вариантов написания имени хана: Орду-Мелик (А. Н. Насонов), Ордумелик (А. Ю. Якубовский), Ордамулюк (М. Г. Сафаргалиев), Орда-Мелик-шейх (Г. А. Федоров-Давыдов), Ордумелик-шейх (В. Л. Егоров), Ордумелик-хан (на монетных легендах). А. П. Григорьев анализируя имя пришёл к выводу, что правильный вариант написания слитный Ордумелик. Имя можно перевести как «правитель орды».

## Биография
Ордумелик был отдалённым потомком Тука-Тимура, тринадцатого сына Джучи. Представители этой ветви до него не претендовали на власть в Золотой Орде. Однако их вес значительно возрос, когда в восточной части Орды был свергнут формально наместник, но по существу независимый правитель из племени кият Тенгиз-Буга и к власти пришёл потомок Туга Тимура Кара-Ногай.

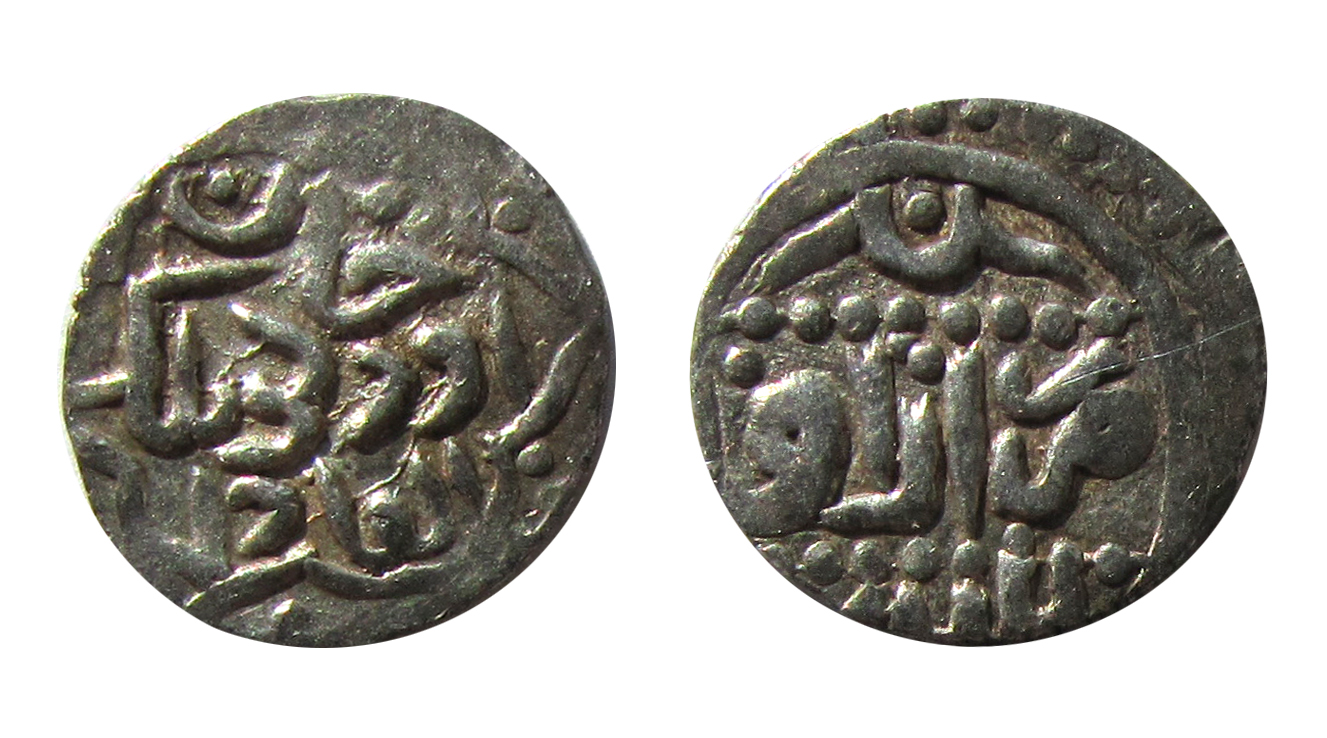
Данг Орду Малика. Чекан города Азак 762 г.х.

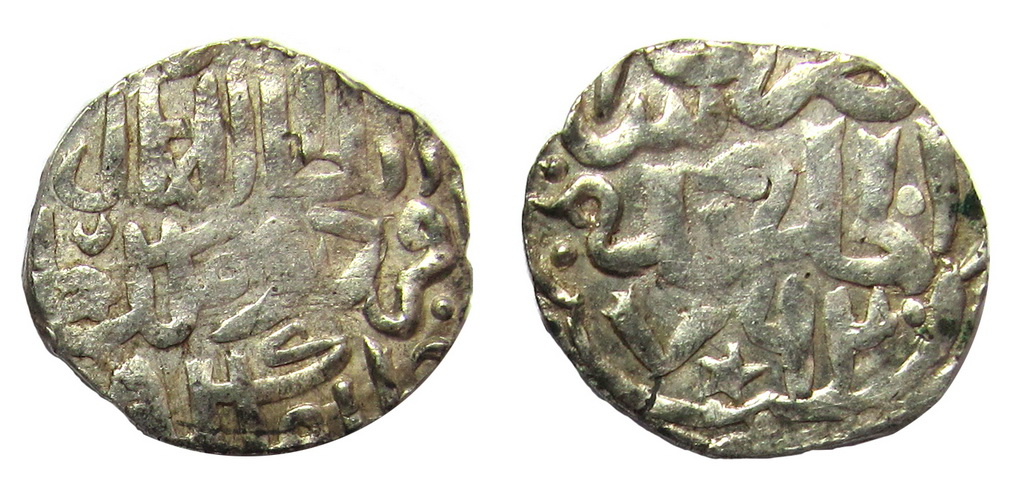
Данг Орду Малика. Чекан города Сарай ал-Джадид 762 г.х.

После убийства шибанида хана Хызра в августе 1361 года за власть боролись его брат Мюрид и сын Тимур-Ходжа. Тимур-Ходжа получил верховную власть и овладел Сараем, но и Мюрид не был побежден и пребывал в Гюлистане, пригороде Сарая. В это время в борьбу за власть и вступил Орду Малик, пришедший с востока. Тимур-Ходжа бежал из Сарая, местная знать пыталась поставить у власти его дядю Мюрида, но его опередил Орду Малик, который захватил Сарай в сентябре 1361 года и удерживал власть около месяца. В это время, пользуясь ослаблением центральной власти заявили о независимости правитель Мохши Тагай, Пулад-Тимур, наместник Волжской Булгарии, претендовал на ханскую власть правитель Хаджи-Тархана (Астрахани) Хаджи-Черкес.
В это время на политической арене появился Кильдибек, который выступал представителем семейства Бату, единственной легитимной ветви правящего рода Джучидов, и привлек на свою сторону много сторонников из знати. Кильдибек в октябре 1361 года вступил в Сарай, победив и убив Орду-Малика.